# 斯波拉泽斯专区
斯波拉泽斯专区（希臘語：Περιφερειακή ενότητα Σποράδων），是希腊色萨利大区的一个专区。首府为斯基亚索斯。专区面积为275.7平方公里，2011年人口数量为13,798人。

## 行政
在2011年卡利克拉提斯改革方案中，希腊所有州份被取消。馬格尼西亞州分为两个专区：斯波拉泽斯专区和马格尼西亚专区。斯波拉泽斯专区下分为3个市镇（括号内为地图中的数字）：
- 斯基亚索斯（1）
- 阿洛尼索斯（2）
- 斯科派洛斯（3）